# Liste des députés européens de Grèce de la 2e législature
Lors des élections européennes de 1984, 24 députés européens sont élus en Grèce. Leur mandat débute le 24 juillet 1984 et se termine le 24 juillet 1989.
- Les socialistes du Mouvement socialiste panhellénique obtiennent 10 sièges.
- Les conservateurs de Nouvelle Démocratie obtiennent 8 sièges.
- Les communistes du Parti communiste de Grèce obtiennent 4 sièges.
- L'extrême-droite de Ethniki Politiki Enossis obtient 1 siège.
- 1 député de Nouvelle Démocratie siège dans le groupe RDE de tendance gaulliste.

12 d'entre eux quittent leurs fonctions avant la fin de leur mandat et sont remplacés par leurs suppléants, ce qui porte à 36 le total des personnes ayant occupé ce poste.

## Députés duGroupe du Parti populaire européen (Démocrates chrétiens)

### Députés deNouvelle Démocratie
- Geórgios Anastasópoulos
- Evangelos Averoff jusqu'au 27 juillet 1984
remplacé le 27 juillet 1984 par Konstantínos Stávrou
- Efthýmios Christodoúlou
- Dimítrios Evrygénis jusqu'au 27 janvier 1986
remplacé le 28 janvier 1986 par Geórgios Saridákis
- Kyriákos Gerontópoulos jusqu'au 22 juin 1989
- Marietta Giannakou
- Panayótis Lambrías
- Ioánnis Tzoúnis

## Députés duGroupe du Parti socialiste européen

### Députés duMouvement socialiste panhellénique
- Paraskevás Avgerinós
- Nikólaos Gazís
- Manólis Glézos jusqu'au 25 janvier 1985
remplacé le 28 janvier 1985 par Spyrídon Kolokotrónis
- Geórgios Mávros
- Konstantína Pantazí
- Chrístos Papoutsís
- Spyrídon Plaskovítis
- Geórgios Roméos
- Grigorios Varfis jusqu'au 5 janvier 1985
remplacé le 8 janvier 1985 par Leonídas Lagákos
- Nikólaos Vgenópoulos jusqu'au 27 décembre 1985
remplacé le 31 décembre 1985 par Nikólaos Papakyriazís

## Députés duGroupe communiste et apparentés

### Députés duParti communiste de Grèce
- Dimitrios Adamou jusqu'au 18 septembre 1987
remplacé le 6 octobre 1987 par Dimítrios Desýllas
- Alékos Alavános
- Vasílios Evfremídis
- Leonídas Kýrkos jusqu'au 17 janvier 1985
remplacé le 28 janvier 1985 par Konstantínos Filínis

## Députés duGroupe des droites européennes

### Députés deEthniki Politiki Enossis
- Chrýsanthos Dimitriádis jusqu'au 31 juillet 1988
remplacé le 1er août 1988 par Aristídis Dimópoulos jusqu'au 6 février 1989
remplacé le 9 février 1989 par Spyrídon Zournatzís

## Député duGroupe du rassemblement des démocrates européens

### Député deNouvelle Démocratie
- Ioánnis Boútos

## Source
- Les députés de la deuxième législature, site du Parlement européen.